# 關閘事件 (1952年)
關閘事件是1952年7月25日在葡屬澳门与中国大陆交界关闸發生的冲突事件。这是中华人民共和国成立后中国人民解放军首次与外国军队发生边界冲突。

## 背景
在1849年（清道光二十九年）曾发生过“关闸事件”。那次事件的導火線是強力推行殖民的澳門總督亞馬留於1849年8月22日在關閘附近被刺殺斬首，葡萄牙王國方面指責這是清朝當局策劃或支持的暗殺，清朝兩廣總督徐廣縉調兵2,000餘人應變，葡萄牙军队為了防止清軍進攻，於8月25日佔領中國大陸進入澳門的唯一通路關閘，駐守拉塔石炮台的清軍砲擊關閘的葡军，葡军炮兵军曹味士基打率领36名军人，携1门大炮，在快艇炮火支持下，攻佔拉塔石炮台，防守炮台的四百餘清軍陣亡百餘人，葡軍僅1人受傷。经此一役，清军退守前山寨。
1945年，澳葡当局将原有关闸向中国内地越出33米，并设置岗哨派兵把守，企图蚕食边界。中华人民共和国成立后，澳门葡萄牙当局拒绝将关闸外的岗哨撤回关闸内。
1949年10月中华人民共和国成立后，宣布不承认列强與大清、中華民國簽訂的不平等条约，主張香港、澳门自古以来就是中国的领土，在条件成熟时將通过和平谈判的方式来解决这一历史遗留问题。在未解决前，暂时维持现状。鉴于香港、澳门地理位置和历史原因，毛泽东、周恩来等党和国家领导人提出了在香港、澳门实行“长期打算，充分利用”的方针。
攻佔广东后，为了支持進攻海南岛和广西，中共中央华南分局第一书记、广东省人民政府主席叶剑英指示柯麟、柯正平在澳门成立贸易机构——南光有限公司，设法筹集解放军急需物资，通过澳门进入广州。南光公司公开注册时间较晚，为1950年5月，后来澳葡当局承认为中国在澳门的代表机构。
韓戰爆发后，1951年5月18日通過的聯合國大會第500號決議對中朝禁運武器與戰略物資。为了規避聯合國會員國的禁运，叶剑英指示加快南光公司的发展，由南光公司负责聘请何贤、马万祺等知名人士协助，筹措中国人民志愿军急需的战略物资。长期以来，中共在澳门一直有党组织和党员在秘密活动。共和国成立初期，中共在澳门的组织处于秘密状态。但在韓戰后，中共在澳门的有组织活动逐步半公开化。在澳门，设有中共澳门分党委，直属港澳工委领导，而港澳工委的上级则是叶剑英为第一书记的华南分局。澳门分党委的对外活动由南光公司总经理柯正平出面。葡萄牙澳门当局承认柯正平是中国政府在澳门的代表。
广东易手初期，中国和葡萄牙澳门当局一直相安无事。但1952年7月却因澳门关闸事件，引起中葡关系一度相当紧张。叶剑英执行了毛泽东的指示，因此和平解决。
1952年5月21日，驻守关闸附近的中国人民解放军士兵向一艘据称闯入中国水域的渔船开火。迅速赶到事件现场附近的中国炮艇誤以為受到在邻近游弋的澳门水警稽查队快艇袭击，导致双方交火。:10当时，葡萄牙在澳门驻军约为1500多人，以雇佣的黑人士兵为主。当时在澳门关闸，中葡双方在前沿都有士兵把守。关闸边界双方都设立了四五个岗哨，哨兵的岗位相距只有几十公尺，中间划出了一条中立区，规定双方彼此不能进入中立区，当时驻在这里与葡萄牙军队对峙的是中南军区公安第十师第二十九团的官兵。

## 过程
1952年7月25日下午6时10分，一名黑人士兵借口关铁丝网，再一次越过警戒线，将“拒马”推入中方线内，并向中方士兵脸上吐口水，侵入中方警戒线。中国边防军哨兵赵学登按中央军委“既不主动惹事，也不示弱，有理有利有节”的指示，打手势令葡兵将“拒马”往后移。但葡兵不服警告，召来九名葡兵气势汹汹将木马再推向中方警戒线内，该葡兵又越过警戒线一公尺。赵学登再次打手势向他提出警告，该葡兵置若罔闻。中方哨兵当即严厉制止，三名葡兵竟用枪刺伤中方哨兵左臂及右中指，关闸葡兵还回营房托出机关枪。正在值勤的公安二十九团一连三班班长宋有增上前警告，另几名葡方士兵端枪跨过警戒线，用刺刀将宋有增左臂刺伤，中方士兵见状，两名兵士赶过去救助，遭葡萄牙士兵开枪射击，中方士兵还击。中方战士也不客气，掷了一枚手榴弹，警告葡方不要乱动。葡方士兵向中方开枪，于是发生冲突，双方枪战。晚上8時，澳門方面向中方拱北一帶開了幾十炮，炮轟拱北居民。中國軍隊開炮還擊。葡國士兵開槍把附近的路燈射熄。交火後，一名莫桑比克土著士兵蒙道喪生，一名葡軍官和多名非洲士兵受傷:12。
事发后，中方向澳葡政府发出通知，称葡方不但闯入中方地界，还首先开火，葡方要负全部责任。当时，中葡双方没有建立外交关系。而中方驻澳门代表、南光公司总经理柯正平刚好去了广州。澳葡政府束手无策，澳督委托经济局局长罗保全权处理此事。罗保通过崔乐其请澳门中华商会代表何贤、马万祺等出面调处。
马万祺感到此事关系澳门稳定，当即表示要先同广州联系。于是他拨电话到广州给中共中央华南分局统战部代部长饶彰风，告诉葡方提出谈判要求。饶彰风即向叶剑英请示。当时正是朝鲜战争期间，国际形势相当复杂，对于澳葡当局的挑衅，叶剑英指示前山边防局第五分局立即以严肃的态度向葡方提出交涉。同时，向政务院总理周恩来汇报了事件的整个过程，在得到中国共产党主席毛泽东“大国从严，小国从宽，葡国是小国，可以宽大处理”的指示后，叶剑英作出决定：“毛主席说，在处理与这些国家关系时，要区别对待，大国从严，小国从宽，最大限度地团结一切可以团结的人，以集中力量对付主要敌人。而且，澳门的居民不就是我们的同胞么！”
7月26日，澳葡政府實施宵禁並關閉關閘大門。无法進口中国食物，導致價格飛漲。2日後關閘大門重開，但汽車來往很少。
7月27日葡萄牙外长就这一事件到西方国家游说，得到英国、美国等国的支持。1952年7月27日，美国前往台湾演习的几艘军舰，也折回香港，并围攻珠江口中国海军的护卫艇，企图扩大事态。
7月28日黄昏，葡萄牙士兵打断中国国旗旗杆绳，中方2名升旗手邢起、苏广照系绳时遭炮击死亡。7月29、30日，衝突再起，葡方射击共8次，发射各种炮弹490发、子弹2万多发，中方还击炮弹109发、子弹8820发。葡方死亡2人，伤7人（一说死5人，伤14人），中方士兵死亡2人，伤30人。拱北附近农民李春锦和乘来往广州珠海间的商船“新明星”号的女旅客关干中弹身亡；同时还有拱北居民及商船“新明星”号船员和乘客9人受伤，民房数间被毁，部分农民的耕具家畜也受到损失。
8月2日，中方宣布封锁关闸通道，澳门物价暴涨。澳葡政府无法控制。遂决定谈判解决问题。
叶剑英一直关注澳门关闸事件的解决。1952年8月10日，他专门在华南分局常委会上向常委说明澳门事件的经过及处理意见。叶剑英认为，澳门事件是由于葡方个别哨兵失误造成，决定予以宽大处理，只要求澳葡政府正式道歉和作象征性的赔偿。
8月23日，澳葡政府與中國簽署協議，結束多次邊界衝突。協議是由澳門商會正、副會長何賢和馬萬祺作中介人，何賢與澳門政府經濟局長羅保一起前往中國，參加第17次，也是最後一次談判。中方以严肃态度向对方提出交涉，要求葡方对事件公开登报道歉；将关闸北方的哨位后移；赔偿中方在冲突事件中的损失。罗保代表澳督向中国方面递交了道歉书，承认错误，并保证不再进入中立区挑衅，葡方从原警戒基线后撤50米；除了葡方没有登报道歉外，其余两项葡方全部照办；澳门葡政府在道歉书中保证今后不再有同样事件发生；向中方赔偿人民币443,720,300元（第一套）。

## 事后
1957年3月，珠海县人民委员会立碑纪念烈士。